# 3극 진공관

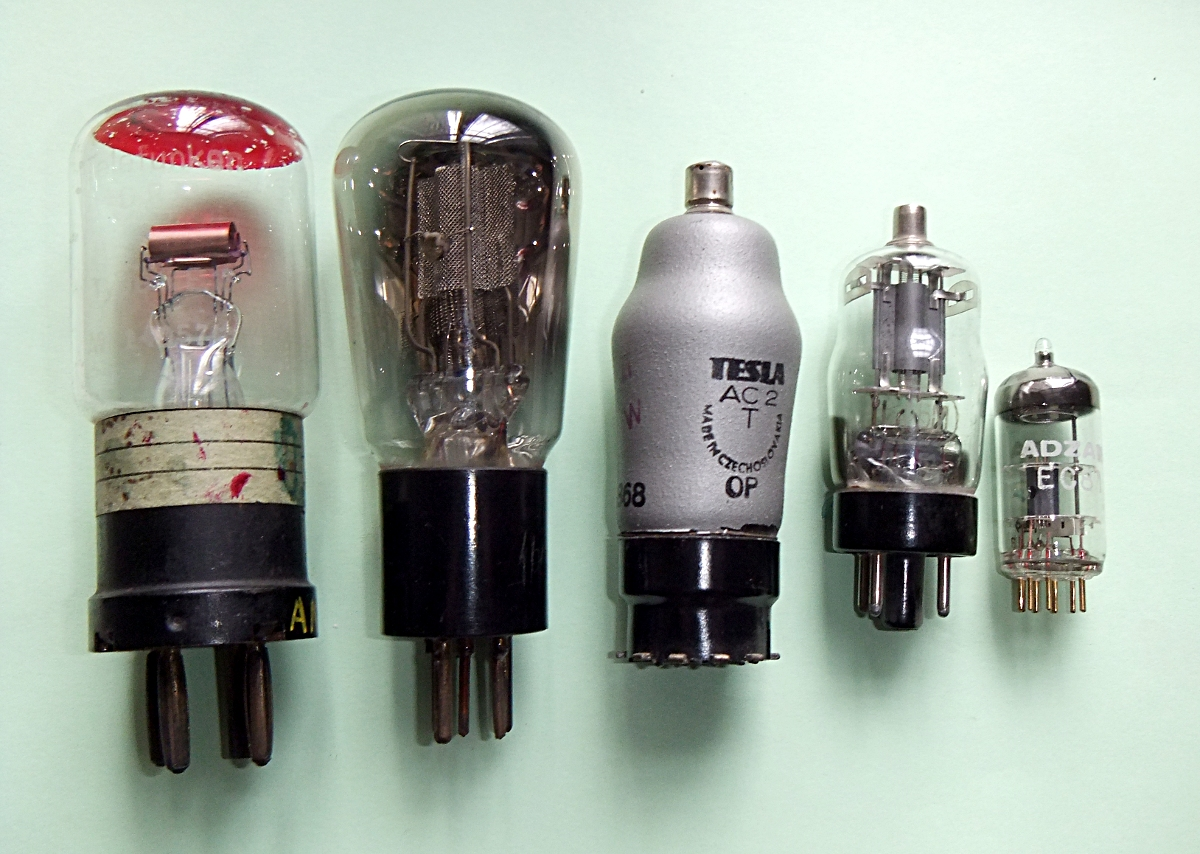
저전력 3극관의 예. 1918년(좌）부터 1960년대의 3극관(우）

3극 진공관 또는 트라이오드(영어: Triode)은 진공의 유리 용기 내부에 가열된 필라멘트 또는 음극(캐소드), 그리드 및 플레이트(양극)의 3개의 전극으로 구성되는 전자 증폭관(미국식 영어로는 튜브로 불리나 영국식 영어로는 밸브)이다. 열 이온 다이오드(플레밍 밸브라고도 함)에 그리드 전극을 추가 한 일부 진공 튜브인 리 디포리스트의 1906 오디온(Audion)으로부터 개발된 3극 진공관은 최초의 실용적인 전자 증폭기이자 4극 진공관과 같은 다른 유형의 진공관의 조상이다. 이 발명에 의하여 증폭된 무선 기술과 장거리 전화가 가능하게 되어 전자 시대의 기초가 이루어졌다. 3극 진공관은 트랜지스터에 의하여 대체되는 1970년대까지 라디오, TV와 같은 가전 제품에 널리 사용되었다. 오늘날 이들의 주요 용도는 무선 송신기 및 산업용 RF 가열 장치의 고전력 RF 증폭기이다. 최근 몇 년 동안 진공관 기반 전자 장치의 쾌적한(따뜻한) 왜곡된 사운드를 선호하는 오디오 애호가들의 진공관 오디오 시스템에 대한 새로운 관심으로 인해 저전력 3극 진공관에 대한 수요가 부활했다.
"3극 진공관"이라는 이름은 1920년경 영국의 물리학자 윌리엄 에클즈(William Eccles)가 tri- (three)와 hodós (도로, 길)에 의하여 3개의 도로가 만나는 지점을 뜻하는 그리스어 τρίοδος, tríodos로부터 유래하여 작명하였다.

## 역사

### 선구적 장치

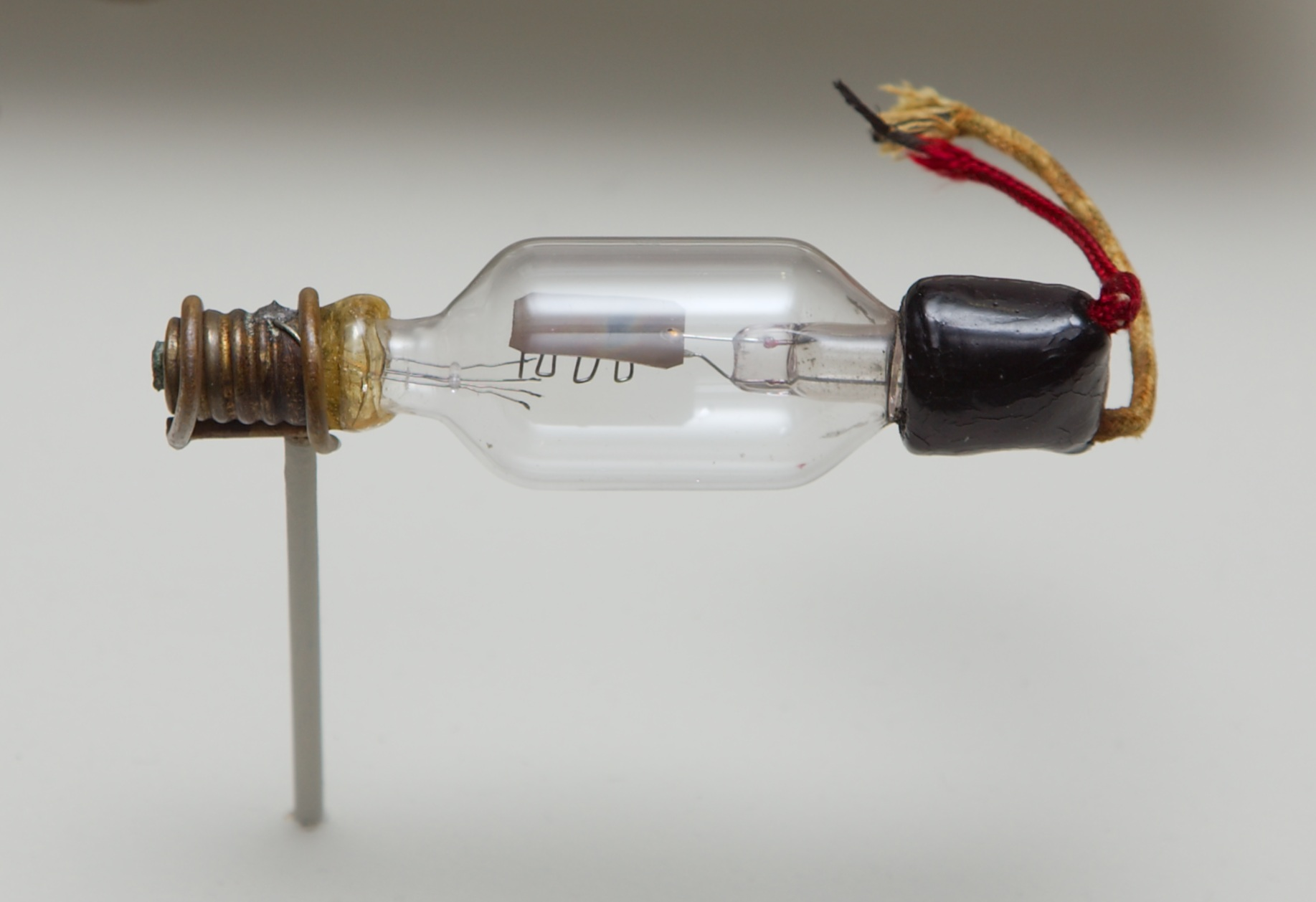
최초의 삼극관인 1908년의 드포리스의 오디온 진공관. 평평한 플레이트가 그 아래에 있는 지그재그 형태의 와이어 그리드와 함께 맨 위 부분에 보인다. 필라멘트는 원래 그리드 아래에 있었지만 완전히 연소되었다.

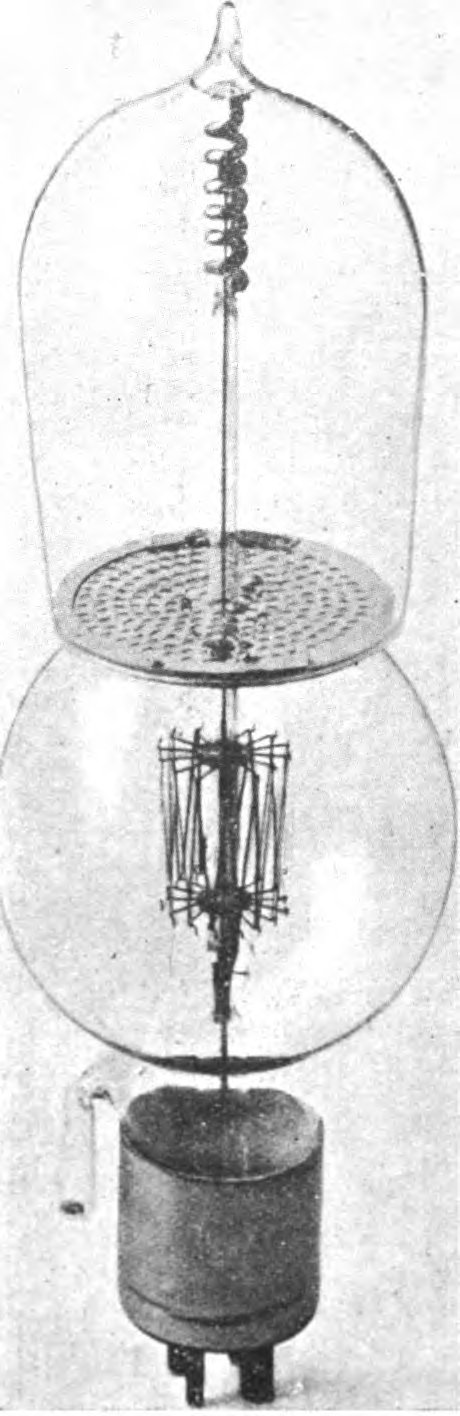
폰 리벤의 오디온과 같은 시기에 개발된 또다른 원시 3극관의 하나인 리벤-라이츠(Lieben-Reisz) 진공관.

열전자 밸브가 발명되기 전에 필리프 레나르트(Philipp Lenard)는 1902년 광전 실험을 수행하면서 그리드 제어 원리를 사용했다.
무선통신 분야에서 최초로 사용된 진공관은 1904년 존 앰브로즈 플레밍에 의하여 라디오 수신기용 탐지기로 발명된 열 이온 다이오드 또는 플레밍 밸브였다. 이것은 두 개의 전극 및 가열된 필라멘트와 플레이트 (양극)를 포함하는 진공 유리 전구이다.

### 발명
3극 진공관은 1906년 미국 엔지니어인 리 디 포리스트와 오스트리아의 물리학자 로베르트 폰 리벤(Robert von Lieben)이 필라멘트와 플레이트 사이에 전류를 제어하기 위해 제어 그리드인 제3전극을 추가한 튜브를 독립적으로 특허를 받으면서 탄생하였다. 1906년 3월에 특허를 획득한 폰 리벤(Von Lieben)의 부분 진공의 3극 진공관에는 미량의 수은 증기가 포함되어 있었는데 이는 약한 전화 신호를 증폭하기 위한 것이었다.  1906년 10월부터  디 포리스트는 다이오드에 전극을 추가하여 다양한 3 극 진공관 설계에 대한 특허를 획득하였는데, 그는 이를 오디온(Audion)으로 부르며 라디오 감지기로 사용하고자 하였다. 필라멘트와 플레이트 사이에 그리드가 위치하는 3 극관의 디자인은 1907년 1월 29일에 특허를 받았다. 폰 리벤 (von Lieben) 진공관과 마찬가지로 디 포리스트의 오디온은 진공도가 높지 않아 저압에서 약간의 기체를 포함하고 있었다. 폰 리벤의 진공관은 그가 발명후 7년만인 제1차 세계 대전 발발 직전에 사망했기 때문에 그다지 발전이 이루어지지 못했다.
디 포리스트의 오디온은 1912년경에 여러 연구자들에 의해 그 증폭능력이 인정 될 때까지 많이 사용되지 않았는데, 그들은 최초의 성공적인 증폭 무선 수신기와 전자 발진기를 구축하는 데 사용했다. 증폭을 위한 다양한 용도는 3극 진공관의 급속한 발전에 동기를 부여했다. 1913년에 이르자 디 포리스트로부터 오디온에 대한 권리를 구입 한 미국전화전신회사(ATT, American Telephone and Telegraph Company)의 해럴드 아놀드(Harold Arnold)와 자신의 진공관을 "Pliotron"으로 명명 한 제너럴 일렉트릭(General Electric)의 어빙 랭뮤어(Irving Langmuir)에 의하여 고진공의 개량된 진공관이 개발되었는데 이것이 최초의 3극 진공관이다. 3극 진공관이란 이름은, 2극 진공관, 4극 진공관, 5극 진공관 등과 구별할 필요가 생겼을 때 등장하였다. 디 포리스트와 폰 리벤 사이에, 그리고 디 포리스트와 2극 진공관의 발명가인 존 앰브로즈 플레밍(John Ambrose Fleming)을 대표 하는 마르코니 회사(Marconi Company) 사이에 긴 소송이 있었다.  

### 광범위한 채택
1912년 삼극관의 증폭 능력의 발견은 능동(증폭) 전기 장치에 관한 기술에 관한 전자공학이라는 새로운 분야를 탄생시킴으로써 전기 기술에 혁명적인 변화를 초래하였다. 삼극관은 즉시 다양한 통신 영역에 적용되었다.  3극관 "연속파" 무선 송신기는 성가시고 비효율적인 "감쇠파" 스파크 갭 송신기를 대체하여 진폭 변조 (AM)를 통한 음향의 전송이 가능하게 되었다. 스피커를 구동할 수 있는 힘을 가진 3극 라디오 수신기는 이어폰으로 들어야 했던 약한 광석 라디오를 대체하여 가족이 함께 음향을 들을 수 있도록 했다. 이로 인해 1920년경 라디오 방송 이 시작되면서 상업용 메시지 서비스에서 최초의 대중 통신 매체로서 라디오가 진화했다. 3극 진공관은 대륙 횡단 전화 서비스를 가능하게 했다. 오디온에 대한 권리를 구입한 후 벨 전화 회사(Bell Telephone)에서 발명 된 진공관 3 극 중계기에 의하여 전화 통화는 무증폭 신호의 약 800 마일의 한계를 넘어 설 수 있게 되었다. 벨의 첫 대륙 횡단 전화선 개통은 3년 후인 1915년 1월 25일에 축하되었다. 삼극관으로 가능해진 다른 발명품으로는 텔레비전, 전관 방송 시스템, 전기 축음기, 유성 영화 등이 있다.
3극관은 4극 진공관(월터 쇼트키, 1916)과 5극 진공관 (Gilles Holst 및 Bernardus Dominicus Hubertus Tellegen, 1926)과 같이 나중에 진공관이 개발된 기술의 기반으로 사용되었는데, 이들은 아래에 설명 된 3극관의 일부 단점을 개선했다.
3 극관은 1960년대에 1947년에 발명 된 트랜지스터로 대체될 때까지 라디오, 텔레비전, 오디오 시스템과 같은 가전 제품에서 매우 널리 사용되었으며, 이는 3 극관에 의해 도입된 "진공관 시대"를 종식 시켰다. 오늘날 3 극관은 무선 송신기 및 산업용 난방 장비와 같이 고체 반도체 장치가 적합하지 않은 고전력 애플리케이션에 주로 사용된다. 그러나 최근에는 3 극관 및 기타 진공관 장치가 고음질 오디오 및 음악 장비에서 부활과 복귀를 경험하고 있다. 또한 VFD (진공 형광 디스플레이)로 계속 사용되고 있으며 다양한 구현으로 제공되지만 모두 본질적으로 3극 진공관 장치이다.

## 구성

현대식 저전력 3극 진공관의 구조. 진공관 내부 구조를 보여주기 위하여 유리 및 외부 전극의 일부가 잘려 있다.

회로도에서 3극 진공관을 나타내기 위하여 사용되는 기호. 3극 진공관의 전극이 나타나 있다.

모든 3 극관에는 전자를 방출하는 필라멘트에 의해 가열된 열음극 전극과 전자가 끌어 당겨 부착되는 편평한 플레이트 전극 이 있으며, 그 사이에 전류를 제어하는 와이어 스크린으로 구성된 그리드가 있다. 이들은 약 10-9 atm의 고진공으로 공기가 제거 된 유리 용기 내부에 밀봉된다. 필라멘트는 결국 연소하기 때문에 진공관의 수명이 제한되며 교체 가능한 장치로 만들어 진다. 전극은 소켓에 연결되는 터미널 핀에 부착된다. 3 극관의 작동 수명은 소형 튜브의 경우 약 2,000 시간이고 파워 튜브의 경우 10,000 시간이다.

### 저전력 3 극관
저전력 3 극관은 동심원 구조를 가지고 있으며 (오른쪽 그림 참조) 그리드와 양극은 음극을 둘러싸는 원형 또는 타원형 실린더로되어 있다. 음극은 중앙 아래에 있는 좁은 금속 튜브이다. 음극 내부에는 고 저항 텅스텐 와이어의 좁은 스트립으로 구성된 "히터"라는 필라멘트가 있다. 이 필라멘트는 음극을 800 - 1000 ° C 로 가열한다. 이러한 유형을 "간접 가열 음극"이라고 한다. 음극은 칼슘 및 산화 토륨과 같은 알칼리 토금속 산화물의 혼합물로 코팅되어 일함수를 감소시켜 더 많은 전자를 생성한다. 그리드는 음극을 둘러싼 얇은 전선이 나선 또는 스크린으로 구성된다. 양극(플레이트)은 그리드를 둘러싼 원통 또는 직사각형 판금 상자이다. 열을 방출하기 위해 검게 처리되며 방열핀이 종종 장착되어 있다. 전자는 음극에서 그리드를 통해 양극으로 방사형 방향으로 이동한다. 각각의 전극은 운모 또는 세라믹 절연체에 의해 제자리에 고정되고 전극이 연결 핀으로 나오는 베이스에 부착 된 뻣뻣한 와이어로 지지된다. 소량의 광택 바륨 금속이 유리 내면에 증착된 "게터"는 시간이 지남에 따라 튜브에서 방출되는 가스를 흡수하여 진공 상태를 유지하는 데 도움이 된다.

### 고전력 3 극관
고출력 3 극관은 일반적으로 음극 (직접 가열된 음극) 역할을 하는 필라멘트를 사용하는데, 이는 간접 가열되는 음극의 방출 코팅이 파워 튜브의 높은 이온 충격에 의해 파괴되기 때문이다. 토륨 처리된 텅스텐 필라멘트가 가장 자주 사용는데 텅스텐 내의 토륨이 텅스텐 표면에 전자 방출을 증가시키는 단층을 형성한다. 이들은 일반적으로 간접 가열식 음극보다 더 높은 온도에서 작동한다. 튜브의 외피는 종종 유리보다 내구성이 더 강한 세라믹으로 만들어지며 모든 재료는 더 높은 가열 수준을 견디기 위해 더 높은 융점을 갖는다. 양극 전력 손실이 수백 와트 이상인 튜브는 일반적으로 능동적으로 냉각된다. 무거운 구리로 만들어진 양극은 튜브 벽을 통해 돌출되며 강제 공기 또는 물로 냉각되는 대형의 외부 핀(fin)  형상의 금속인 방열판에 부착된다.

### 등대관

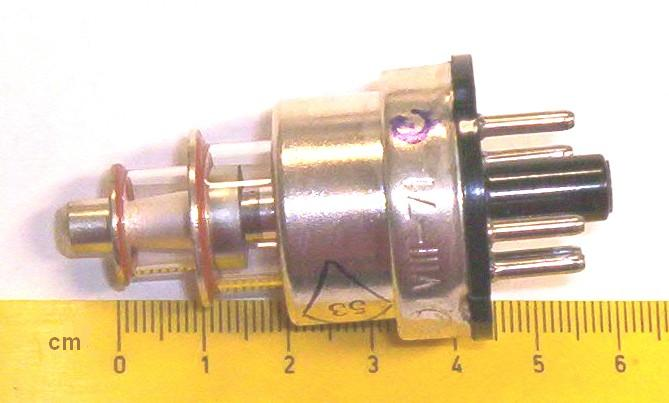
소련의 등대관 6С5Д (6S5D)

초고주파 (UHF)에서 사용하는 저전력 삼극관의 한 유형 인 "등대"튜브는 전극 사이의 정전 용량과 리드 인덕턴스를 줄이기 위해 평면 구조로되어 있어 "등대"처럼 보인다. 디스크 모양의 음극, 그리드 및 플레이트는 층 사이에 공간이 있는 샌드위치처럼 튜브의 중심을 따라 평면을 형성한다. 하단의 음극은 튜브의 핀에 부착되어 있지만 그리드와 플레이트는 튜브 상단의 낮은 인덕턴스의 단자로 나온다. 그리드는 중간에 있는 금속 링에, 플레이트는 상단의 금속 버튼에 연결된다. 이것은 "디스크 씰"디자인의 한 예이다. 더 작은 예는 그림에 표시된 8개의 핀베이스를 생략하고 히터 및 DC 음극을 포함한 모든 연결에 대해 접촉 링을 사용한다.
또한 고주파 성능은 전자가 음극에서 양극으로 이동하는 데 필요한 시간인 이동 시간에 의해 제한된다. 전송 시간 효과는 복잡하지만 한 가지 간단한 효과는 그리드 로딩이라고도 하는 입력 컨덕턴스이다. 극도로 높은 주파수에서 그리드에 도착하는 전자는 양극을 향해 출발하는 전자와 위상이 맞지 않을 수 있다. 이러한 전하 불균형으로 인해 그리드는 저주파 "개방 회로" 특성보다 훨씬 적은 리액턴스를 나타낸다.
튜브 내의 간격을 줄임으로써 이동 시간 효과가 감소된다. 416B (등대 디자인) 및 7768 (올 세라믹 소형 디자인)과 같은 튜브에서는 그리드-음극 간격을 0.1 mm단위로 크게 줄여서 4 GHz까지 작동할 수 있다.
이렇게 크게 감사된 그리드 간격에 의하여 기존의 축 방향 설계보다 훨씬 더 높은 증폭 계수가 제공된다. 7768은 225의 증폭 계수를 가지고 있는데, 이는 가정용 무선에 사용되는 6AV6의 경우의 100과 비교되며 축방식 설계에서 가능한 최대 값이다.
애노드-그리드 커패시턴스는 이러한 설계에서 특별히 낮지 않다. 6AV6의 애노드-그리드 커패시턴스는 2pF (피코 패러드)이고 7768의 값은 1.7pF이다. 마이크로파 튜브에 사용되는 근접 간격은 커패시턴스를 증가 시키지만 이 증가는 저주파 튜브에 비해 전체적으로 감소된 크기로 인하여 상쇄된다.

## 작동
3극관에서 전자는 캐소드의 가열에 의하여 열 이온 방출 이라고 하는 과정에 의하여 금속 음극에서 튜브의 내부로 방출된다. 음극은 얇은 금속 필라멘트를 통해 흐르는 별도의 전류에 의해 붉게 뜨겁게 가열된다. 고출력 3 극관에서는 필라멘트 자체가 음극인 반면 대부분의 필라멘트는 별도의 음극 전극을 가열한다. 거의 모든 공기가 튜브에서 제거되어 전자는 자유롭게 움직일 수 있다. 전력관에서는 20V에서 수천 볼트에 이르는 양의 DC 전압이 양극에 적용된다. 음의 전자는 양전하를 띤 양극에 끌려서 그리드 와이어 사이의 공간을 통과하여 튜브를 통해 음극에서 양극으로 전자 흐름을 생성한다.
이 전류의 크기는 음극과 그리드 사이에 적용된 전압에 의해 제어 될 수 있다. 그리드는 전자의 문과 같은 역할을 한다. 그리드의 더 많은 음의 전압은 일부 전자를 밀어 내므로 양극으로 가는 양이 줄어들어 양극 전류가 감소한다. 그리드의 양의 전압은 음극에서 더 많은 전자를 끌어 당기므로 양극에 더 많이 도달하여 양극 전류를 증가시킨다. 따라서 그리드에 적용되는 저전력 가변(AC) 신호는 훨씬 더 강력한 양극 전류를 제어 할 수 있으며 결과적으로 증폭 된다. 그리드 전압의 변화는 양극 전류에 동일한 비례 변화를 유발한다. 애노드 회로에 적절한 부하 저항을 배치하면 가변 전류로 인해 입력 전압 변동보다 훨씬 클 수있는 저항 전체에 가변 전압이 발생하여 전압 이득이 발생한다.
3극관은 정상상태에서 "켜진" 장치이다. 그리드에 제로 전압이 있을 때 전류는 양극으로 흐른다. 그리드가 음극에 비해 더 음으로 만들어 짐에 따라 양극 전류는 점진적으로 감소한다. 일반적으로 일정한 DC 전압("바이어스")이 그리드에 적용되어 튜브를 통해 DC 전류를 설정하고 다양한 신호 전압이 그리드에 중첩된다. 그리드에 충분한 음의 전압(일반적으로 6AV6과 같은 소형 튜브의 경우 약 3-5V이지만 '45와 같은 초기 오디오 전원 장치에서는 –130V 정도)을 걸면 전자가 양극에 도달하는 것이 방해되어 양극 전류는 0이된다. 이것을 "차단 전압"이라고 한다. 컷오프 이하에서는 양극 전류가 그리드 전압에 응답하지 않기 때문에 그리드의 전압은 충실한(선형) 증폭을 위해 컷오프 전압 이상으로 유지되어야 한다.
3 극관은 n 채널 접합식 전계효과 트랜지스터(JFET) 와 작동이 유사하다. 정상상태에서 켜져 있으며 그리드/게이트가 소스/음극에 비해 점점 더 음의 전압이 됨에 따라 점차적으로 더 낮고 더 낮은 플레이트 전류가 나타난다. 차단 전압은 JFET에서 전류가 완전히 흐리지 않는 전압인 핀치 오프 전압 (Vp ) 또는 VGS (off)와 동일하다. 하지만 이러한 유사성은 제한적이다.  3 극관의 양극 전류는 양극 전압과 그리드 전압에 크게 의존하여 회로에서 전압 소스로 나타난다. JFET의 드레인 전류는 사실상 드레인 전압의 영향을받지 않으므로 4극 진공관 또는 5극 진공관과 유사한 작용을하는 정전류 장치로 보인다. JFET 및 4극관/5극관은 모두 3극 진공관보다 훨씬 높은 전압 이득을 제공한다.

## 응용
SG 브라운에 의한 Type G Telephone Relay (카본 마이크 요소를 구동하는 마그네틱 "이어폰" 메커니즘 사용)는 전력 증폭을 제공 할 수 있어 이미 1914년에 사용되었는데 주파수 범위와 충실도가 제한된 순전히 기계식 장치였다. 제한된 범위의 오디오 주파수 (기본적으로 음성 주파수)에만 적합했다.
3 극관은 오디오 및 라디오 주파수에서 전력 이득을 제공하는 최초의 비 기계적 장치였으며 라디오를 실용적으로 만들었다. 3 극관은 증폭기와 발진기에 사용된다. 많은 유형이 낮은 수준에서 중간 수준의 주파수 및 전력 수준에서만 사용된다. 수천 와트의 정격을 가진 대형 수냉식 3 극관을 무선 송신기의 최종 증폭기로 사용할 수 있다. 특수 유형의 3극관(요소간 정전 용량이 낮은 "등대"튜브)은 마이크로파 주파수에서 유용한 이득을 제공한다.
진공관은 대량 판매되는 소비자 전자제품에서는 소멸하여, 저렴한 트랜지스터 기반 반도체 장치에 의해 추월되었다. 그러나 최근에는 진공관이 다소 부활하고 있다. 3 극관은 특정 고전력 RF 증폭기 및 송신기에서 계속 사용된다.  진공관의 지지자들은 하이엔드 및 전문 오디오 애플리케이션과 같은 분야에서 우월하다고 주장하지만 반도체 MOSFET은 유사한 성능 특성을 가지고 있다.

## 특성

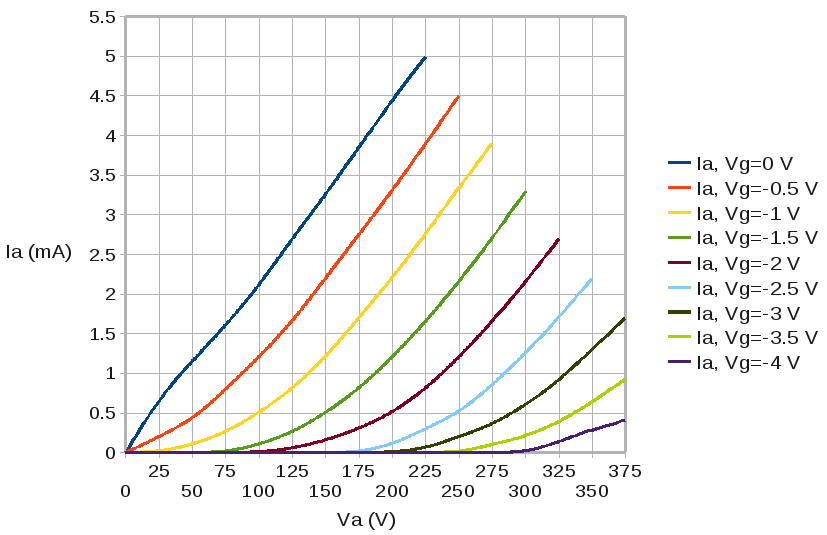
ECC83 삼극관 작동 특성.

3극관 데이터 시트에서 양극 전류 (I a)와 양극 전압 (V a) 및 그리드 전압 (V g)을 연결하는 특성이 일반적으로 제공된다. 여기에서 회로 설계자는 특정한 3 극관의 작동 지점을 선택할 수 있다.
이미지에 표시된 특성 예에서 양극 전압 V a 가 200 V 이고 그리드 바이어스로 -1V 가 선택되면, 플레이트에는 2.25 mA의 전류가 표시된다(그래프의 노란색 곡선 사용). 그리드 전압을 변경하면 플레이트 전류가 변경된다. 플레이트 부하 저항을 적절하게 선택하면 증폭이 이루어진다.
클래스 A 3 극 증폭기에서 양극 저항은 양극과 양극 전압 소스 사이에 연결된다. 예를 들어, R a = 10000 옴인 경우에 전압 강하는 다음과 같다.
양극전류 I a = 2.25 mA가 선택되는 경우에 V Ra = Ia × R a = 22.5 V이다.
입력 전압 진폭 (그리드에서)이 -1.5 V에서 −0.5 V (차이 1 V)로 변동이 되면, 양극 전류는 1.2에서 3.3 mA로 변동이 된다 (이미지 참조). 이것은 저항 전압 강하를 12에서 33 V (21 V 차이)로 변화시킨다.
그리드 전압이 -1.5V에서 −0.5V로 변동될 때 양극 저항기 전압이 12V에서 33V로 떨어지므로 신호가 증폭된다. 출력 전압 진폭을 입력 전압 진폭으로 나눈 값인 증폭 계수는 21이다.

## 같이 보기
- 한소 잇제르다
- 진공관 목록